# Gadougou II
Gadougou II è un comune rurale del Mali facente parte del circondario di Kita, nella regione di Kayes.
Il comune è composto da 6 nuclei abitati:
- Baguita
- Fataba
- Gallé (centro principale)
- Limakolé
- Konkonia
- Nioumala